# Hierarchia

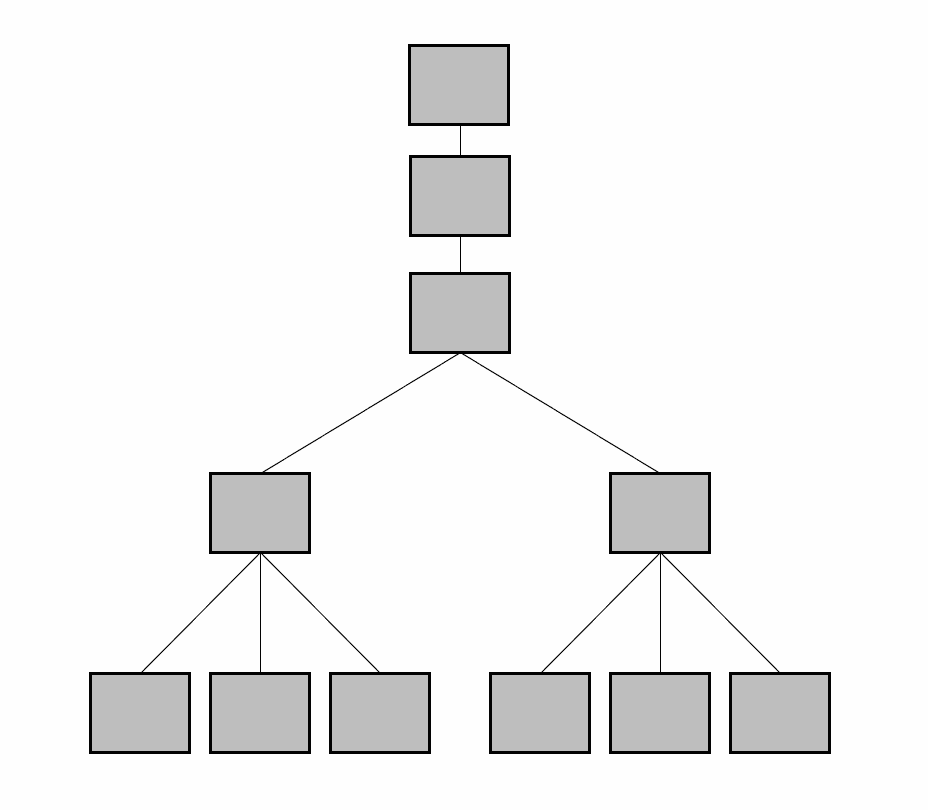
A hierarchikus viszonyokat grafikusan szokás fastruktúrával ábrázolni

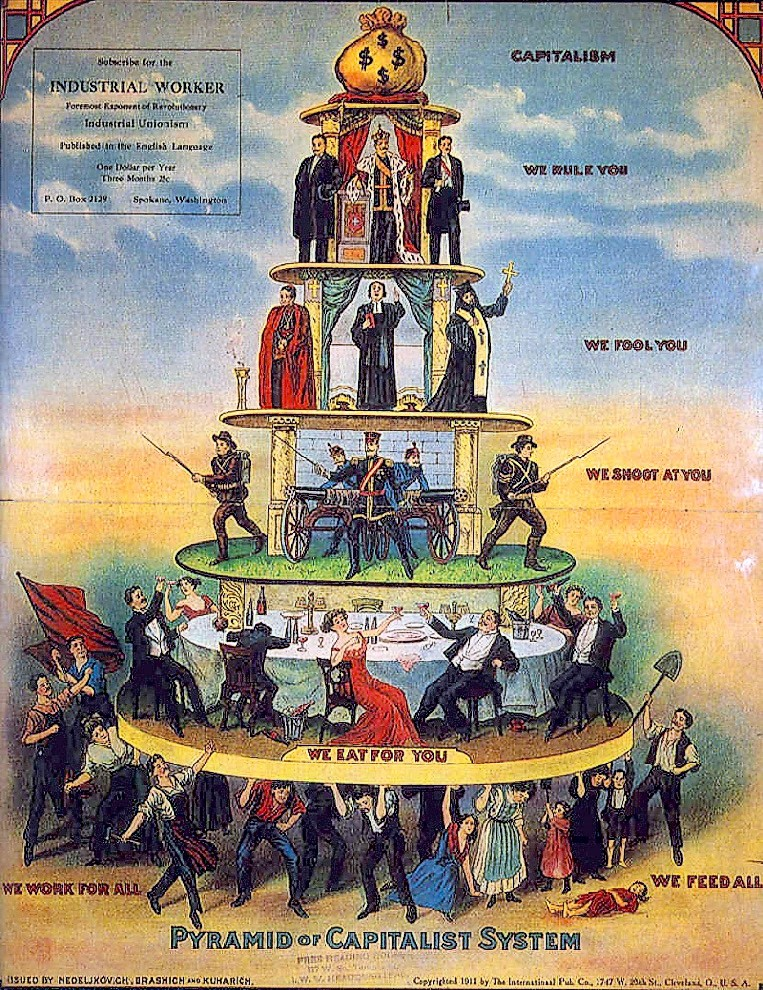
Az IWW 1911-es kiadványa így szemlélteti a kapitalizmus társadalmi hierarcháját

A hierarchia jelentése a függelmi viszonyok, a fölé- és alárendeltségek rendszere, amiben az emberek vagy dolgok valamilyen szempont (pl. fontosság, képesség, pozíció, hatáskör, utasíthatóság, befolyás) alapján vannak elrendezve, kategorizálva.
A hierarchia vagy (Ιεραρχία) görög eredetű összetett szó, a szent (ιερός), és az uralom (άρχω)szavakból áll, eredetileg az egyházi uralom egymás alá rendelt papi fokozatainak rendszere. Ezt a szót használták később a feudalizmus hűbéri rendszerében is, ma pedig nagy szervezetek (mint például egy hadsereg, vállalat, bürokratikus apparátus) alá- és fölérendeltségi viszonyaira, és átvitt értelemben más rendszerekre is használjuk.

## Kapcsolódó szócikk
- A jogszabályok hierarchiája